# 奥纳·梅塞格尔
奥纳·梅塞格尔（西班牙語：Ona Meseguer，1988年2月20日—），西班牙女子水球运动员。她曾代表西班牙国家队参加2012年夏季奥林匹克运动会女子水球比赛，获得一枚银牌。